# László Darvasi
Dans le nom hongrois Darvasi László, le nom de famille précède le prénom, mais cet article utilise l’ordre habituel en français László Darvasi, où le prénom précède le nom.
László Darvasi, né le 17 octobre 1962 à Törökszentmiklós, est un écrivain et journaliste hongrois qui a utilisé les noms de plume Ernő Szív et Eric Moussanbani. Depuis 1993 il écrit pour la revue hebdomadaire Élet és Irodalom.

## Œuvres traduites en français
- L'Orchestre le plus triste du monde, Actes Sud, 2000.
- Helga la folle, dans Théâtre hongrois contemporain, éditions théâtrales, 2001.

## Prix
- Prix Attila József (1998)
- Prix Sándor Márai (2008)